# Чернеччина (Охтирський район)
Черне́ччина — село Охтирського району Сумської області. З 2017 року центр Чернеччинської сільської громади, розташоване на правому березі річки Ворскли, за 9 км від районного центру і за 12 км від залізничної станції Охтирка. Дворів — 490, населення — 3372 чоловіка. Сільраді підпорядковані населені пункти Борзівщина, Доброславівка, Журавне, Попелівщина, Риботень і Ясенове. 
Засноване в 1654 р. ченцями Троїце-Благовіщенського монастиря, побудованого в 4-х верстах на північний захід від прикордонного міста Охтирка.

## Географія
Село Чернеччина знаходиться на правому березі річки Ворскла, вище за течією на відстані 1,5 км розташоване село Доброславівка, нижче за течією на відстані 2 км розташоване село Риботень, на протилежному березі — місто Охтирка. Річка в цьому місці звивиста, утворює лимани, стариці і заболочені озера. До села примикають кілька лісових масивів (дуб). Поруч проходить автомобільна дорога Т 1705.

## Походження назви
Назва села походить від слова чернець, що свідчить саме про заснування поселення ченцями.

## Історія
На околиці с. Риботня виявлено неолітичне поселення, а поблизу сіл Чернеччини та Журавного — поселення доби бронзи, могильник і поселення: скіфських часів, слов’янське (VII— VIII ст.) і 3 сіверянські (VIII—X ст.), а також давньоруське городище та могильник, що має 2 тис. курганів. 
Російсько-польська війна 1632-1634 рр. завершилася підписанням у селі Семлево на річці Поляновці (притока Угри) Поляновського мирного договору між Московським царством і Річчю Посполитою. За його умовами король польський і великий князь литовський Владислав IV відмовлявся від титулу "цар московський" і претензій на московський трон, а Річ Посполита зобов'язувалася вивести війська за межі Московського царства. Під час розмежування кордонів (яке здійснювалося протягом 1635–1648 рр.) обидві сторони продовжували їх активно укріплювати. 

### Будівництво Троїцького монастиря
У 1654 р. з дозволу царя, в південно-західній частині стародавнього городища в 4-х верстах на північний захід від Охтирки 40 ченців з Георгіївського монастиря в Лебедині Київської губернії заснували новий монастир, первісно названий Благовіщенським. Згодом він отримав назву Троїце-Благовіщенського, оскільку перша з побудованих в ньому церков була присвячена Благовіщенню, але в 1724 році в ній була побудована Троїцька церква. На чолі монастиря став ігумен Іоанникій, який переїхав під Охтирку через переслідування з боку греко-католиків.  
Село Чернеччина було заселено кріпаками монастиря, якому належали наколишні землі, пізніше стало належати до поселень Охтирського полку, що виникають поруч в 1687—1725 роках.
У 1787 році, після реформи секуляризації Катерини II, монастир скасували, а ченці перевели в Курязький монастир, але на прохання охтирівців, які зібрали необхідні кошти, його відновили в 1842 році. У монастирі зберігалася Охтирська ікона Божої Матері Всіх, Хто скорботно Радість, шанована як чудотворна - в її честь в 1844 році був встановлений щорічний хресний хід з Охтирки.

### Чернеччина у XIX-XX століттях

Вигляд Охтирського Свято-Троїцького монастиря на початку XX ст.

У 1880 р. тут відбулося селянське заворушення. В 80-х роках 19 століття в Чернеччині було 177 дворів, жителів 834, в Журавному дворів — 270, жителів 1436. В кожному з цих населених пунктів була православна церква. Свято-Миколаївська церква в Чернеччині побудована ще до революції.
Радянська влада в селі встановлена у грудні 1917 року. В 1923 р. організоване перше колективне господарство — артіль «Жовтневий ранок». Спочатку в артіль вступило лише 3 господарства. А в 1930-ті роки почалася організація колгоспів. Одноосібників силою заганяли в колгоспи, забирали майно. Землю в колгоспі обробляли кіньми.
В селі відкрита початкова школа, в якій навчалися діти селян.
В центрі села збудували приміщення, де розмістили пожежне приладдя, а пізніше частину приміщення відокремили, і там запрацював млин. Церкву зруйнували. На великі свята в центрі села, по площі, для дітей ставили карусель: 4 конячки з повозками. Коли карусель крутилася, грала музика.

### Друга світова війна
353 жителі села брали участь в боротьбі з німецько-фашистськими загарбниками. З них 176 чоловік не повернулися до дому.  178 чоловік за мужність і відвагу нагороджені орденами й медалями. 
Ім'ям капітана Михайла Васильовича Пилипенка, уродженця с. Чернеччина, якому за успішні бої при форсуванні Дніпра, особливу хоробрість і відвагу, проявлені в боях з ворогом, присвоєно звання Героя Радянського Союзу, названі місцева школа і вулиця, на якій він народився, відкрита меморіальна дошка.
В сільському парку споруджено меморіальний комплекс: братська могила 33 воїнів, пам’ятник воїнам-визволителям і стели, на яких викарбовані прізвища односельців, полеглих у боях з гітлерівцями.

### Радянські часи 1950–1980 років
В 1951 та 1972 роках відбулося укрупнення колгоспів. На території Чернеччини став існувати один колгосп «Комунар», за яким було закріплено 5403 га сільськогосподарських угідь, у т. ч. 3782 га орної землі. Виробничий напрям господарства — вирощування зернових культур і цукрових буряків. Тваринництво — м’ясо-молочного напряму. З допоміжних підприємств є 2 цегельні заводи, млин, олійниця й пилорама.
По центральній вулиці прокладено бруківку, збудовано новий двоповерховий будинок культури в Чернеччині і клуб в с. Риботень, нове приміщення контори колгоспу.
В 1972 році відкрила двері нова двоповерхова восьмирічна школа і дитячий садок. У середній школі навчається 349 учнів і викладає 23 вчителі. В Чернеччині працюють будинок культури на 400 місць, бібліотека, фельдшерсько-акушерський пункт і пологовий будинок.
За успіхи в розвитку сільського господарства, освіти, охорони здоров’я 89 чоловік нагороджені орденами й медалями, з них орденом Леніна П. X. Гонко, В. В. Воронько; голова колгоспу Д. І. Абакумов — двома орденами Леніна та орденом Жовтневої Революції.

### Чернеччинська сільська рада
На території ради працювали 9 магазинів, 3 кафе, 1 амбулаторія ЗПСМ, 2 бібліотеки, середня школа, стаціонарне відділення тер центру, ДНЗ «Чайка», олійниця, млин. Здійснює діяльність сільськогосподарського призначення АФ СТОВ «Промінь» та ПСП «Надія».
На декілька гектарів розкинув свої володіння АТ «Тепличний комбінат».
До складу Чернеччинської сільської ради входили 7 населених пунктів, а саме:
- с. Чернеччина — 1658 особи;
- с. Риботень — 103 осіб;
- с. Доброславівка — 111 осіб;
- с. Журавне — 274 особи;
- с. Попелівщина — 68 особи;
- с. Ясенове — 349 особи;
- с. Борзівщина — 16 осіб.

### Чернеччинська сільська громада
12 червня 2020 року, відповідно до розпорядження Кабінету Міністрів України № 723-р «Про визначення адміністративних центрів та затвердження територій територіальних громад Сумської області», село увійшло до складу Черниччинської сільської громади.
19 липня 2020 року, в результаті адміністративно-територіальної реформи та ліквідації Охтирського району(1923-2020), село увійшло до складу новоутвореного Охтирського району.
31 серпня 2024 року росіяни обстріляли населений пункт. Зафіксовано 2 вибухи, ймовірно ракетний удар. Внаслідок обстрілу поранено 2 цивільні особи, пошкоджено близько 20 приватних будинків, об’єкт критичної інфраструктури та автомобіль.

## Відомі люди
- Ведмідь Олександр Іванович — український військовик, учасник російсько-української війни[7].
- Платон Воронько (1913—1988) — український радянський поет, лауреат Державної премії СРСР, Державної премії УРСР ім. Шевченка, республіканської літературної премії ім. Л. Українки, республіканської комсомольської премії ім. Островського.
- Гладких Михайло Вікторович — український військовик, учасник російсько-української війни[8].
- Голод Валерій Олександрович — український військовик, учасник російсько-української війни[9].
- Пилипенко Михайло Васильович — командир батальйону 933-го стрілецького полку 254-ї стрілецької дивізії, учасник форсування Дніпра 1943 року під час Другої Світової війни. Герой Радянського Союзу.
- Попов Юрій Васильович —заслужений артист УРСР.
- Руденко Євген Іванович (1977—2014) — старший лейтенант Збройних сил України, учасник російсько-української війни.
- Сребреницький Григорій Федотович — український гравер.

## Джерело
- Портал медіа-центрів сільських громад